# Minakami (Berg)
Der Minakami (jap. 皆神山, -yama) ist ein 639 m hoher Lavadom in Matsushiro, Nagano.

## Beschreibung
Der Andesit-Lavadom befindet sich im Südosten des Stadtteils Matsushiro von Nagano am Rand des Nagano-Beckens und hat einen Durchmesser von etwas mehr als einem Kilometer. Mittels Kalium-Argon-Datierung wurde ein Alter des Lavadoms von 300.000 bis 350.000 Jahren festgestellt. Er entstand durch den langsamen Aufstieg von Lava, die dann erkaltete. Dadurch erhielt der Berg seine weitgehend flache Form, die aber in der Mitte etwas abgesenkt ist. Er hat zwei Gipfel: Der im Südwesten ist 642,8 m hoch und der im Nordosten 659 m. Die Lava unterhalb des Doms hat eine Dicke von 150 m.
Von August 1965 bis Dezember 1966 stand er im Zentrum des Matsushiro-Erdbebenschwarms (松代群発地震, Matsushiro gunpatsu jishin), wobei es im Umkreis zu Bodenwölbungen, Erdspalten und dem Austritt von Wasserquellen kam.
Mit dem Vormarsch der US-amerikanischen Truppen im Pazifikkrieg entschloss sich die japanische Militärführung Ende 1944, in den Bergen von Matsushiro das Matsushiro Daihon’ei (Kaiserliches Hauptquartier Matsushiro) als unterirdischen Bunkerkomplex einzurichten. Die Tunnelanlagen im Minakami sollten dabei als Residenz für die kaiserliche Familie dienen.

## Kulturelle Bedeutung
Auf Grund seiner ungewöhnlichen Form hat der Berg seit alters her besondere Wertschätzung erfahren. Früher galt er als Heiliger Berg und wurde von Shugendō-Mönchen verehrt. In der Moderne wiederum wird er in esoterischen Kreisen als antike menschengemachte Pyramide angesehen, und jedes Jahr am 5. Mai findet auf dem Gipfel das Pyramidenfestival (ピラミッド祭り, piramiddo matsuri) statt.

## Natur- und Kulturdenkmäler
Die Teiche auf dem Berggipfel dienen als Laichplatz des Dunklen Winkelzahnmolchs (Hynobius nigrescens) und sind daher seit 1. November 1967 Naturdenkmal der Stadt Nagano.
Auf dem Berg befindet sich der Kumanoizuhayao-Schrein (熊野出速雄神社), allgemein als Minakami-Schrein (皆神神社) bekannt, dessen eigentliches Gründungsdatum unbekannt ist, wobei die Haupthalle (honden) aus der Muromachi-Zeit stammt und seit 15. August 1994 als Präfekturschatz anerkannt ist. Zudem befinden sich im Schrein Buddha-Statuen von Dainichi Nyorai (Mahāvairocana), Amida Nyorai (Amitābha) und Miroku Bosatsu (Maitreya) von 1507, die am 20. Januar 1993 von der Stadt Nagano unter Denkmalschutz gestellt wurden.